# 福島南バイパス
福島南バイパス（ふくしまみなみバイパス）は、福島県二本松市から福島市までの国道4号のバイパス道路である。バイパスと称しているが、旧道（奥州街道）は道幅が狭い上に県道や市道に格下げされており、並行する国道4号の指定区間がないので、現在は本道路が国道4号の現道となっている。

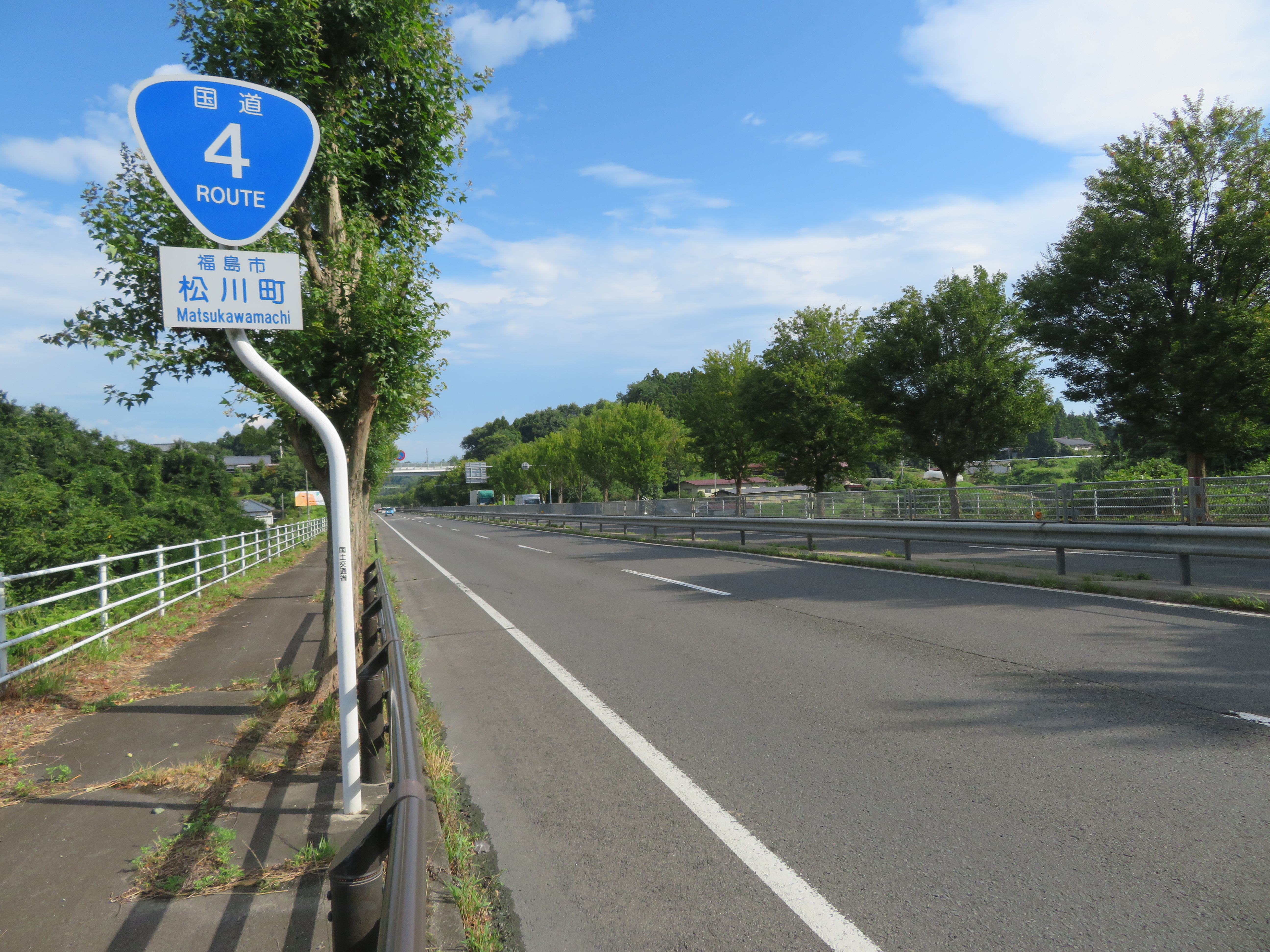
福島市松川町付近

## 概要
- 起点：福島県二本松市油井字蓑掛
- 終点：福島県福島市杉妻町
- 全長：19.6km
- 車線：4車線
- 最急勾配 : 5 %
- 最高速度 : 60km/h

## 歴史
- 1972年（昭和47年）12月 - 大仏橋が暫定2車線で開通
- 1983年（昭和58年）11月 - 全線開通（一部区間はすでに開通していた）。
- 1995年（平成7年）8月 - 油井高架橋下り線の開通により全線4車線供用開始
- 1997年（平成9年）3月 - 道の駅安達上り線開業
- 2011年（平成23年）3月11日 - 東日本大震災により、伏拝交差点 - 黒岩交差点間の法面が崩落し、崖の上にあったあさひ台団地の家屋が崩れてくるなどし路線が埋まり、また下り線が崖下へ崩落した。応急処置の後対面通行で暫定開通し、同年4月27日に4車線で供用が開始された[1]。
- 2013年（平成25年）4月5日 - 道の駅安達下り線開業
- 2019年（令和元年）10月12日 - 午後11時頃に令和元年東日本台風（台風19号）による大雨の影響で伏拝交差点付近の上り線側法面が崩落し、清水町立体交差点（NECプラットフォームズ福島事業所付近）～伏拝交差点の間が通行止め。10月13日午後5時前に下り線が1車線規制で暫定開通、上り線の通行止めは継続。10月15日午前6時半前に下り線の車線規制規制解除、上り線は法面崩落現場付近での1車線規制で暫定開通した。10月21日午前6時に上り線の車線規制が解除となったが、10月31日現在も、上り線側の歩道の通行止めは継続中であったが、2021年（令和3年）、法面は復旧し通行止めは解除された。

## 交差する道路など
- 上側が起点側、下側が終点側。左側が上り側、右側が下り側。
- 交差する道路の特記がないものは市道。

| 交差する道路など                              | 交差する道路など                              | 交差する場所 | 交差する場所     |
| --------------------------------------------- | --------------------------------------------- | ------------ | ---------------- |
| 国道4号（二本松バイパス） 白河・郡山方面      |                                               |              |                  |
| -                                             | 県道114号福島安達線（旧国道4号）              | 二本松市     | 油井             |
| 東北本線                                      | 東北本線                                      | 二本松市     | 油井高架橋       |
| 県道39号川俣安達線                            | 県道129号二本松安達線                         | 二本松市     |                  |
| 道の駅安達                                    | 道の駅安達                                    | 二本松市     | －               |
| 水原川                                        | 水原川                                        | 福島市       | 松陵橋           |
| 県道51号霊山松川線                            | 県道52号土湯温泉線                            | 福島市       |                  |
| 県道307号福島飯野線                           |                                               | 福島市       |                  |
| 旧国道4号                                     | 県道114号福島安達線（旧国道4号）              | 福島市       | －               |
| 福島市道47号南町浅川線（奥州街道・旧国道4号） | 福島市道47号南町浅川線（奥州街道・旧国道4号） | 福島市       | 伏拝交差点       |
|                                               | 国道115号（福島西バイパス）                   | 福島市       | 鳥谷野交差点     |
| 阿武隈川                                      | 阿武隈川                                      | 福島市       | 弁天橋           |
| 旧国道114号                                   | 県道309号岡部渡利線                           | 福島市       | 渡利弁天山交差点 |
| 阿武隈川                                      | 阿武隈川                                      | 福島市       | 大仏橋           |
| 県道308号山口渡利線（松齢橋）                 | －                                            | 福島市       | －               |
| －                                            | 国道13号（平和通り）                          | 福島市       | 舟場町交差点     |
| 国道4号（北町バイパス） 仙台・白石方面        |                                               |              |                  |

## 交通量
2015年度（平成27年度道路交通センサスより）
平日24時間交通量（台）
- 二本松市油井字藤兵内：37,060
- 福島市鳥谷野字岩田：45,586
- 福島市渡利字西ノ内：38,056

## 特徴
二本松市の起点から福島市伏拝までの14.3kmは信号機が一つもなく立体交差が基本。さながら高速道路のような高規格のバイパスとなっている。そのため、速度超過の自動車が多く、取り締まりが頻繁に行われている区間でもある。
道の駅安達は、上り線側と下り線側にそれぞれあり、高速道路のサービスエリアのような施設が整備されている。

## 道路施設
油井高架橋
- 全長：801.4m
- 幅員：10.4m / 10.8m（上り / 下り）
- 竣工：1981年 / 1995年（上り / 下り）[2]

二本松市油井字北向の当バイパス起点である油井交差点から字柳田に至り、一級水系阿武隈川水系鯉川、JR東北本線、福島県道117号二本松川俣線、一級水系阿武隈川水系油井川とその他周辺の市道を渡る。県内の道路橋としては5番目に長く、無料で通行できる道路橋としては郡山市の針生高架橋に次いで長い。現在の上り線を用いて暫定2車線対面通行で開通し、1995年に下り線が竣工し4車線化供用がされた。
米沢跨道橋
- 全長：19.0m
- 幅員：11.8m×2
- 竣工：1980年 / 1987年（上り / 下り）[2]

二本松市小沢字柳原にて福島県道39号川俣安達線と福島県道129号二本松安達線との接続部を渡る。
払川橋
- 全長：35.1m
- 幅員：11.8m×2
- 竣工：1980年 / 1989年（上り / 下り）[2]

二本松市小沢字柳原から米沢字仲田に至り、一級水系阿武隈川水系払川を渡る。
松陵橋
- 全長：52.4m
- 幅員：11.8m×2
- 竣工：1987年 / 1982年（上り / 下り）[2]

福島市松川町下川崎字下ノ原山から松川町沼袋字戸ノ内に至り、一級水系阿武隈川水系水原川を渡る。
明内跨道橋
- 全長：21.5m
- 幅員：11.8m×2
- 竣工：1982年 / 1985年（上り / 下り）[2]

福島市松川町金沢字明内から字上明内に至り、福島県道307号福島飯野線を渡る。
浅川橋
- 全長：40.3m
- 幅員：19.1m / 16.1m（上り / 下り）
- 竣工：1980年 / 1984年（上り / 下り）[2]

福島市松川町浅川字馬場にて一級水系阿武隈川水系下浅川を渡る。
大古内跨道橋
- 全長：28.1m
- 幅員：11.8m×2
- 竣工：1982年 / 1984年（上り / 下り）[2]

福島市松川町浅川字細町から字羽山岳に至り、福島市道49号金沢立子山線を渡る。
清水跨道橋
- 全長：12.6m
- 幅員：16.5m / 12.9m（上り / 下り）
- 竣工：1984年[2]

福島市松川町浅川字道下にて、福島市道48号清水町浅川線（旧国道4号）を渡る。福島県道114号福島安達線を含む旧道との立体交差跨道橋である。
杉妻橋
- 全長：10.5m
- 幅員：7.4m×2
- 竣工：1972年[2]

福島市黒岩字沼ノ下から字榎平に至り、福島市道樋水上ノ町線を渡る。当バイパスと市道との直接の接続は無い。
弁天橋
渡利橋
- 全長：11.4m
- 幅員：7.4m×2
- 竣工：1972年[2]

福島市渡利字舟場にて福島県道309号岡部渡利線を渡る。大仏橋へ向かい阿武隈川堤防へ駆けあがる盛り土部分でのオーバーパスであり、豪雨の際は橋梁下部の県道が冠水により通行止めになることがしばしば発生する。
大仏橋

## 主要地点
伏拝交差点
起点から下り線はじめての信号付交差点。福島県内の一般道で最も一日あたりの自動車通行量が多い。福島市道47号南町浅川線（旧国道4号）と交差しており、東側は蓬萊団地へのアクセス道路として、西側は南福島駅周辺の市街地へと分岐する。
当交差点から北側、黒岩交差点までの間は地元では「伏拝の坂」と呼ばれる交通難所である。福島盆地外縁部の山間部に向かって上り線は比較的急な上り坂が続くために冬季は車両のスリップが多発するためである。2014年2月15日に発生した南岸低気圧による豪雪の際には、大型トラックがスリップにより立ち往生したことで、多数の車両が巻き込まれる大規模な長時間立ち往生事故が発生した。そのため同年12月からは早い段階での通行止めによる集中除雪等の実施のため「通行止め予定区間」に設定されている
黒岩交差点
伏拝交差点から北上しロードサイド店舗が連なり始める箇所で都市計画道路小倉寺大森線と交差する。西側は拡幅・延伸工事の結果、2010年3月27日に全線4車線で開通し、JR東北本線の立体交差化が行われ、国道13号福島西道路へつながり、新たなバイパスの暫定的起点となった。東側は住宅地である南向台を経由し国道114号に至る。
鳥谷野交差点
国道115号福島西バイパスの終点でここから重複区間となる。正式には鳥谷野南交差点。県内での自動車通行量は3番目に多い。
渡利弁天山交差点
鳥谷野交差点から阿武隈川を挟んで対岸にある、弁天山の麓に位置する交差点。弁天橋の北詰に当たる。かつては東側に伸びる国道114号の起点であったが、渡利バイパス開通により市道となった。この交差点の混雑を緩和するためバイパスが建設されたが、現在も渋滞を起こす程の混雑が起きる。
舟場町交差点
終点。福島市中心市街地の入口。国道13号の起点だが、キロポストは-0.5kmと表示されている（これは旧起点の福島市本町から0.5km東に延長されたことによるもの）。部分開通していた当バイパスが1973年4月17日に国道4号に指定される前は国道114号が当交差点を起点とし松齢橋を渡っていた。